# Ladeira gravitacional

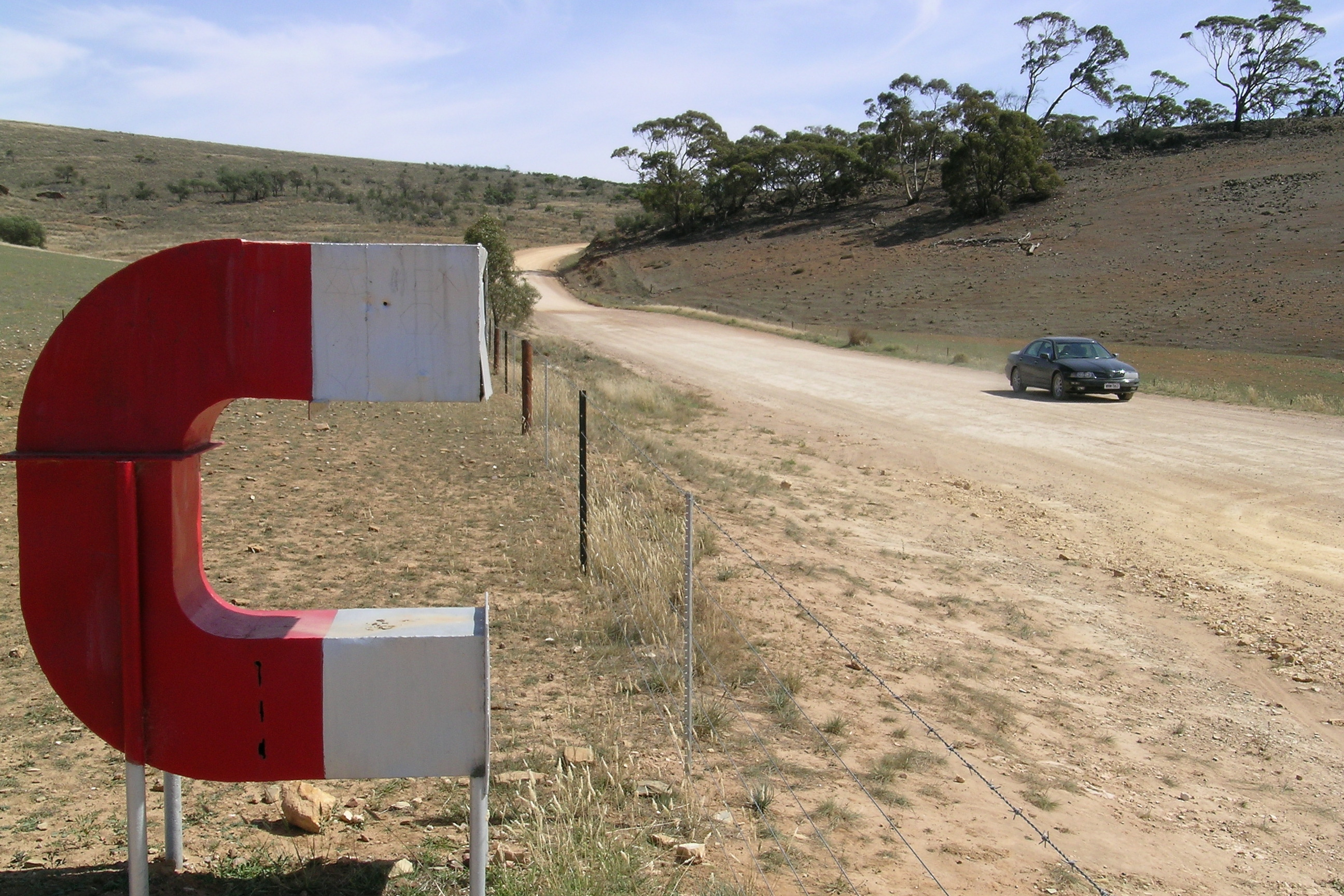
Ladeira magnética em Orroroo, Austrália.

Uma ladeira gravitacional ou ladeira magnética (do inglês gravity/magnetic hill) é uma ladeira onde a disposição das planícies que a circundam produzem a ilusão ótica de que a inclinação do terreno está em um sentido diverso do real, fazendo com que declives pareçam aclives. Nessas ladeiras, veículos desengrenados e bicicletas supostamente andam no sentido contrário ao da gravidade.  Existem dezenas de ladeiras magnéticas espalhadas pelo mundo e, devido às suas características, elas se tornam atrações turísticas das regiões onde se encontram.

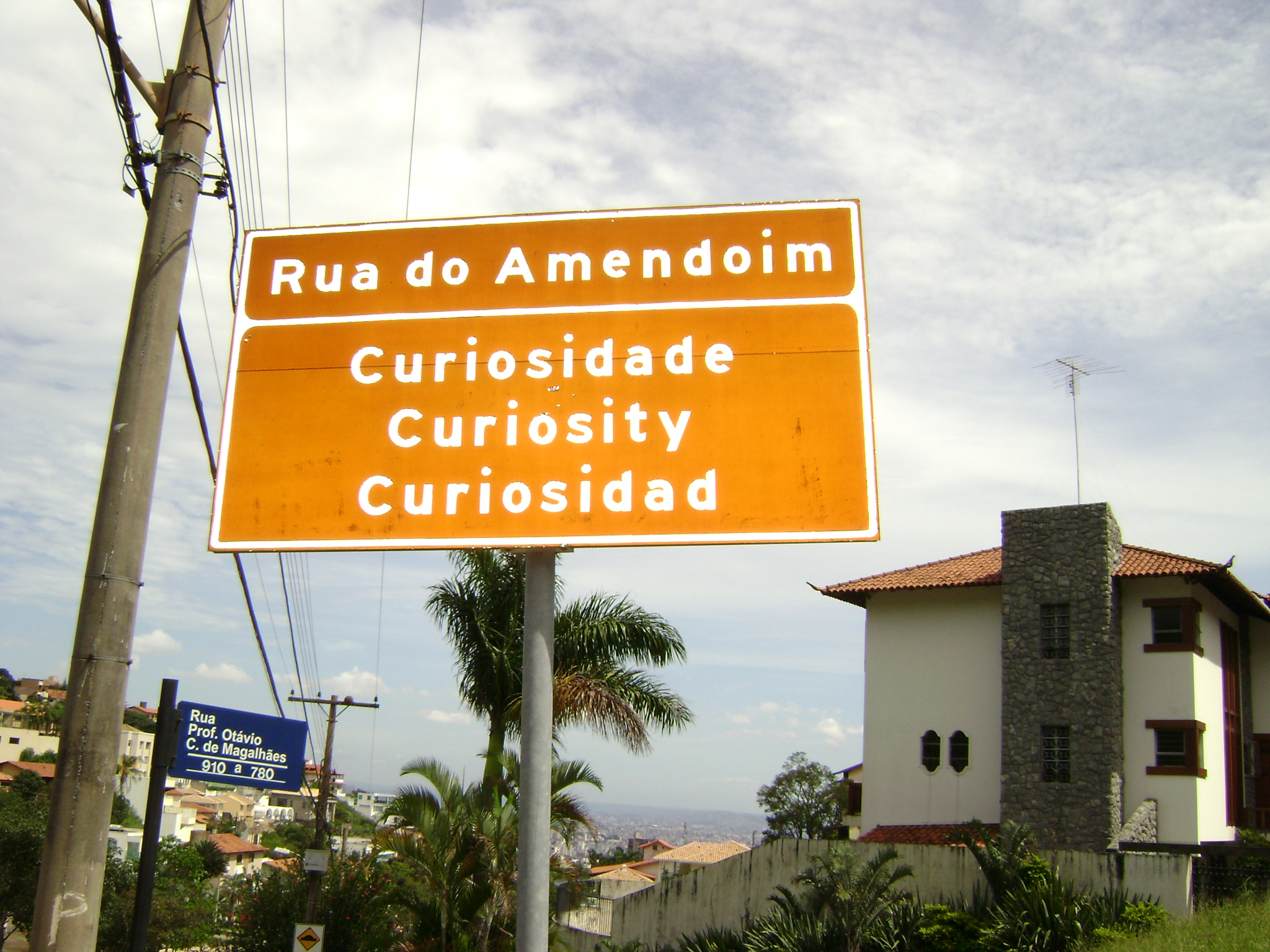
Placa da Rua do Amendoim, em Belo Horizonte, Brasil.

Embora o sentido das ladeiras magnéticas seja uma ilusão de ótica, existem pessoas que alegam a atuação de forças magnéticas ou sobrenaturais e até as relacionam com civilizações extraterrestres. O fator que contribui para a ocorrência da ilusão é o obstrução do horizonte: sem um horizonte, determinar a inclinação de uma superfície é difícil pela falta de um ponto de referência.  Objetos que normalmente estão perpendiculares em relação ao solo (como árvores) podem estar inclinados, distorcendo a referência visual.